# ラビウ・アフォラビ
ラビウ・アフォラビ（Rabiu Afolabi, 1980年4月18日 - ）は、ナイジェリア・オショグボ出身の元同国代表サッカー選手。現役時代のポジションはDF。

## 経歴

### クラブ
ナイジェリアのNEPAラゴスでキャリアをスタートさせた。1997年にベルギーのスタンダール・リエージュへ移籍した。
2000年にイタリアのSSCナポリにレンタル移籍したが出場機会はなくベルギーに戻った。2003年にオーストリアのFKアウストリア・ヴィーンに移籍した。2005年にFCソショーに移籍した後に2009年にレッドブル・ザルツブルクに移籍。2011年、ASモナコに加入した。
2013年3月15日、デンマーク・スーペルリーガのスナユスケに加入しシーズン終了までプレー。翌年7月に現役引退を表明した。

### 代表
2000年6月17日、ナイジェリア代表としてシエラレオネ代表戦でデビューを果たした。2002 FIFAワールドカップ、2010 FIFAワールドカップとアフリカネイションズカップ2008のメンバーに選ばれた。
ユース代表では1999年にアフリカユース選手権に出場し、準優勝に貢献した。その後1999 FIFAワールドユース選手権に出場した。

## 代表歴

### 出場大会
- ナイジェリア代表
  - 2002 FIFAワールドカップ
  - 2010 FIFAワールドカップ

### 試合数
- 国際Aマッチ 18試合 0得点（2000年-2010年）[3]

| ナイジェリア代表 | 国際Aマッチ | 国際Aマッチ |
| 年               | 出場        | 得点        |
| ---------------- | ----------- | ----------- |
| 2000             | 2           | 0           |
| 2001             | 2           | 0           |
| 2002             | 1           | 0           |
| 2003             | 0           | 0           |
| 2004             | 0           | 0           |
| 2005             | 0           | 0           |
| 2006             | 0           | 0           |
| 2007             | 7           | 0           |
| 2008             | 2           | 0           |
| 2009             | 0           | 0           |
| 2010             | 4           | 0           |
| 通算             | 18          | 0           |

## タイトル
アウストリア・ヴィーン
- オーストリア・カップ : 2005

ソショー
- クープ・ドゥ・フランス : 2007

RBザルツブルク
- オーストリア・ブンデスリーガ : 2009-10